# Comunità montana Marmo Platano
La Comunità montana Marmo Platano si trova in Provincia di Potenza (Basilicata). 
La comunità è costituita dai seguenti comuni:
- Bella
- Balvano
- Baragiano
- Castelgrande
- Muro Lucano
- Pescopagano
- Ruoti